# Bettina Weiß
Bettina Weiß (* 1966 in Berlin) ist eine deutsche Schauspielerin, Hörspiel- und Synchronsprecherin. Bekannt ist sie als deutsche Stimme von Sandra Bullock, Juliette Lewis, Catherine McCormack und Rachel Weisz.

## Leben
Nach dem Abitur konzentrierte sie sich auf ihre Schauspielausbildung, so nahm sie an einem Model- und Personalitytraining teil, besuchte die private Schauspielschule von Else Bongers in Berlin und belegte außerdem Atem- und Stimmbildungskurse. Nach einigen Engagements etablierte sich Weiß im Bereich der Filmsynchronisation und ist dort seit 1989 hauptberuflich als Synchronsprecherin tätig. Diese Art der Schauspieltätigkeit bevorzugt sie vor allem, da es kaum im öffentlichen Interesse steht und sie weitestgehend anonym bleiben kann.
Als Sprecherin war sie auch in anderen Tätigkeitsbereichen beschäftigt, so ist sie auch in Werbung, Rundfunk und Dokumentationen zu hören und nahm an einigen Hörspielproduktionen teil.
Bettina Weiß lebt in Berlin.

## Werk

### Synchronarbeiten
Filme
Seit Anfang der 1990er Jahre lieh sie zahlreichen bekannten Schauspielerinnen ihre Stimme. So war sie im deutschsprachigen Raum unter anderem 1991 für Demi Moore im Psychokrimi Tödliche Gedanken zu hören, 1992 für Robin Wright in der Komödie Toys, 1993 für Moira Kelly in der Filmbiographie über Chaplin als seine letzte Ehefrau, 1994 für Mary-Louise Parker als Mutter des elfjährigen Kronzeugen im Thriller Der Klient, 1995 für Izabella Scorupco als Bondgirl in James Bond 007 – GoldenEye, 1996 für Maxine Bahns in der Filmkomödie She’s the One, 1997 für Amy Brenneman im Actionfilm Daylight und 1999 für Elizabeth Hurley in der Komödie EDtv sowie Leeanna Walsman in Star Wars: Episode II – Angriff der Klonkrieger. 2018 synchronisierte Weiß in Schicksalhafte Weihnachten Lolita Davidovich in der Rolle der Judy Dempsey.
2000 sprach sie Joely Richardson in dem Historienkriegsfilm Der Patriot und Radha Mitchell im Science-Fiction-Film Pitch Black, welche sie auch 2003 in Nicht auflegen! synchronisierte. In den Thrillern Out of Time (2004) und Miami Vice (2006) hörte man sie für Sanaa Lathan und Naomie Harris. Weiterhin wurde Bettina Weiß 2006 für Kate Beckinsale in der Komödie Klick und 2007 für Idina Menzel im Walt-Disney-Film Verwünscht eingesetzt. 2015 sprach sie Milla Jovovich in dem Actionthriller Survivor.
Zugeordnete Schauspielerinnen
Im deutschsprachigen Raum ist sie wohl am bekanntesten als Stimme von Sandra Bullock, die sie erstmals im Science-Fiction-Film Demolition Man sprach und seither als ihre Feststimme gilt. Auch ihr deutscher Kollege Torsten Michaelis erzielte durch die Popularität dieses Films eine feste Zuordnung für Wesley Snipes. Seit dem psychedelischen Roadmovie Natural Born Killers (1994) von Oliver Stone ist sie vorwiegend auf Juliette Lewis zu hören. Des Weiteren ist sie der britischen Schauspielerin Catherine McCormack fest zugeordnet, seit sie diese 1995 in Braveheart erstmals synchronisierte.
Weiß wurde auch für andere bekannte Schauspielerinnen wiederkehrend eingesetzt. So sprach sie zwischen 1997 und 2007 Cate Blanchett, erstmals in Paradise Road (1997), unter anderem auch in Der talentierte Mr. Ripley (2000), The Missing (2004), Babel (2006), The Good German (2007) und Tagebuch eines Skandals (2007).
Sie lieh außerdem Rachel Weisz ihre Stimme, so in Die Mumie – Teil 1 und Teil 2 (1999/2001), in About a Boy (2002), Das Urteil (2004), Constantine (2005) und in Vielleicht, vielleicht auch nicht (2008).
Für Teri Hatcher war sie weitestgehend zu hören, so in den Filmen Mississippi Delta – Im Sumpf der Rache (1996), Spy Kids (2001), Runaway Jane – Allein gegen alle (2002) und Coraline (2008)
Serien
Ihre erste feste Serienrolle erhielt Bettina Weiß in der Soap-Opera California Clan als Hayley Benson Capwell, gespielt von Stacy Edwards, die darin von 1990 bis 1992 auf RTL Plus zu sehen war. Als Gerichtsmedizinerin Dr. Natalie Lambert, welche als einzige das Geheimnis von Nick Knight – Der Vampircop kannte, hörte man sie ab 1994 in der gleichnamigen Fantasy-Serie zwei Jahre lang auf RTL II. Besonders bekannt ist ihre Stimme als Dr. Susan Lewis aus der erfolgreichen Artzserie Emergency Room – Die Notaufnahme, deren Charakter, dargestellt von Sherry Stringfield, 1994 bis 1996, 2001 bis 2005 und 2009 auftrat und auf Pro Sieben ausgestrahlt wurde. Dieser Sender konnte sie auch für komödiantische Rollen anwerben, so sprach sie in der Sitcom Cybill von 1998 bis 1999 ihre frisch verheiratete Tochter Rachel Blanders, lieh Doon Mackichan in der britischen Comedyreihe Smack the Pony von 2001 bis 2003 ihre Stimme und seit 2005 ist sie dem deutschsprachigen Publikum als ungeschickte Susan Mayer, gespielt von Teri Hatcher, in der Dramedy-Serie Desperate Housewives bekannt.
Auch in Action- und Krimiserien wird sie oft für Hauptrollen besetzt. Für Carrie-Anne Moss war sie als Lucinda Scott in F/X: The Series (1997–1998) zu hören, für Brooke Langton als Computerspezialistin Angela Bennett in Das Netz – Todesfalle Internet (2000) und für Nancy Travis als Dozentin für Parapsychologie Joyce Reardon in der dreiteiligen Stephen-King-Fernsehverfilmung Das Haus der Verdammnis (2002). Weitestgehend bekannt ist sie jedoch als Det. Lilly Rush, die in Cold Case (2004–2010) jahrzehntealte Mordfälle löst und als Officer Natalia Boa Vista in der Krimiserie CSI: Miami, die von 2006 bis 2012 auf RTL läuft.

### Hörspiele
Bei der Produktion vom Original-Hörspiel zu Casper – Wie alles begann, 1999 veröffentlicht vom Label Karussell, wirkten wieder alle Synchronsprecher des TV-Films mit, so übernahm sie erneut die Rolle der Sheila.
Beim Label „Titania Medien“ beteiligte sie sich 2010 auch an diversen Hörspieladaptionen der Reihe Gruselkabinett, so in den Folgen Berge des Wahnsinns (44 und 45) von H. P. Lovecraft, Verhext (47) von Edith Wharton, Die Squaw (48) von Bram Stoker und Der weiße Wolf (49) von Frederick Marryat.
In der Hörspielserie Monster 1983 sprach sie den Charakter Lucy Merril.
Durch ihre Synchronrolle Zam Wesell ist Weiss auf dem Original-Hörspiel zum Film Star Wars: Episode II – Angriff der Klonkrieger zu hören (Buch und Regie: Oliver Döring).